# 北部汽车站 (地铁)
北部汽车站地铁站是一个位于中华人民共和国云南省昆明市盘龙区龙泉街道沣源路北部汽车站附近，属于昆明地铁2号线的地铁车站。北部汽车站地铁站是一个高架侧式站台的车站，于2010年5月1日全面开工建设，2014年4月30日开通运营，附近设有2号线的严家山车辆段。

## 车站楼层
| 地上二层 站台层 | 侧式站台，右侧開门                       | 侧式站台，右侧開门                                             |
| 地上二层 站台层 | █ 2号线落客站台                          |                                                                |
| 地上二层 站台层 | █ 2号线往大学城南/昆明南火车站（龙头街） |                                                                |
| 地上二层 站台层 | 侧式站台，右侧開门                       |                                                                |
| 地面层 站厅层   | 站厅                                     | A、B出入口、票务服务、自动售票机、一卡通充值、安检、进出站闸机 |

## 出口
该站设有一共有2个出口：
|                           |                  |      |
| 编号                      | 建议前往的目的地 | 照片 |
| 出口 · A · 无障碍通道标志 |                  |      |
| 出口 · B                  |                  |      |
| 註： 設有                 |                  |      |